# Scoliophthalmus angustifrons
Scoliophthalmus angustifrons är en tvåvingeart som beskrevs av Oswald Duda 1930. Scoliophthalmus angustifrons ingår i släktet Scoliophthalmus och familjen fritflugor.
Artens utbredningsområde är Taiwan. Inga underarter finns listade i Catalogue of Life.